# Clara Petacci
Clara Petacci, (rođ. Claretta Petacci, Rim, 28. veljače 1912. — Giulino di Mezzegra, Lombardija, 28. travnja 1945.) bila je Talijanka, pripadnica rimske više klase. Najpoznatija je po tom što je 1939. postala ljubavnica 29 godina starijeg talijanskog diktatora Benita Mussolinija.
U travnju 1945., pripadnici talijanskog pokreta otpora, uhitili su Mussolinija. Petacci je ponuđen slobodan prolaz, no ona je izabrala ostanak s Mussolinijem. 
Kada su partizani 28. travnja streljali bivšeg diktatora, navodno ga je ona htjela zaštiti svojim tijelom. Mrtva tijela Mussolinija i Petacci, odvežena su u Milano, gdje su ih partizani na Piazzale Loreto objesili naglavačke za željeznu gredu nedaleko benzinske crpke.